# 多莫傑多沃
多莫傑多沃（俄语：Домоде́дово）是俄羅斯莫斯科州中部的一個城市。位於莫斯科以南37公里。2002年人口54,088人。
本市於1900年開埠，1947年建市；多莫傑多沃國際機場位於本市附近，為莫斯科四大機場之一。